# Yahya IV ibn Idrís ibn Úmar
Yahya (IV) ibn Idrís ibn Úmar (àrab: يحيى بن إدريس بن عمر, Yaḥyà b. Idrīs b. ʿUmar) fou emir de la dinastia idríssida del Magrib. Era fill d'Idris, germà d'Alí ibn Úmar, i va aixecar la bandera de la rebel·lió al·legant els drets d'aquest darrer, expulsat per una revolta sufrita de la que s'havia beneficiat Yahya ibn al-Qàssim d'Arzila que havia assolir el poder el 883. La lluita contra els rebels sufrites va desgastar Yahya ibn al-Qàssim. Quan aquesta lluita es va donar per acabada, les forces eren mínimes i era bon moment per a la revolta. La guerra va durar un temps indeterminat, però el 905 el general Rabí ibn Sulayman, al servei de Yahya ibn Idrís va derrotar i matar a Yahya ibn al-Qàssim (905). Llavors Yahya ibn Idrís es va proclamar emir.
Aquesta situació de lluita civil no va passar desapercebuda als fatimites d'Ifríqiya, on el 909 Abu-Muhàmmad Ubayd-Al·lah al-Mahdí es va proclamar califa (909–934). El governador idríssida de Tsul, Taza i Meknes, Massala ibn Habus, cap dels amazics zenata de la tribu miknasa, es va separar de l'obediència idríssida i es va declarar fidel al califa fatimita. Es va apoderar de la Yebala.
El 912 el governador de Nakur, Saïd ibn Salhi, de la dinastia sàlhida no va acceptar aquest reconeixement idríssida i va refusar reconèixer com a sobirà el califa fatimita.
El 915 el cap dels miknasa, Mussa ibn Abi-l-Àfiya, cosí de l'ara general fatimita Massala, va entrar a Fes, però no s'hi va poder sostenir i es va acabar retirant.
Després d'un temps de lluita, Yahya ibn Idrís fou finalment derrotat pel general fatimita Massala ibn Habus (917) i va haver de reconèixer la sobirania del califa i pagar tribut. Va poder conservar el govern de Fes i la seva comarca, però va haver de cedir la resta del regne als fatimites, que van nomenar governador el cap dels miknasa, Mussa ibn Abi-l-Àfiya, cosí del general Massala ibn Habus. Massala va conquerir també Nakur (26 de juny de 917) però els fills de l'emir, refugiats a la costa cordovesa, van retornar i van recuperar el poder al cap de pocs mesos.
Poc després Mussa es va adonar que Yahya buscava l'aliança amb Còrdova (que havia ajudat el fill del deposat emir de Nakur contra els fatimites) i que era un obstacle per la dominació dels zanates a tot el Magrib, i quan Massala va anar per segona vegada a la zona, Mussa el va instigar contra Yahya, a qui Massala va destituir (919 o 920). Va caure en mans dels seus enemics i va haver de fugir i exiliar-se a Arzila, on devia morir poc temps després. Massala va donar el govern de Fes a un zenata que el va exercir uns cinc anys, al costat de Mussa ibn Abi-l-Àfiya, que governava la resta del país (dinastia Banu l-Àfiya o Miknasa) i va romadre lleial als fatimites. Massala pensava que el poder fatimita havia augmentat massa i era contrari als seus interessos, per la qual cosa va entrar en contacte amb Còrdova, el que li va costar la deposició. Vers el 925 es va revoltar al-Hajjam al-Hàssan ibn Muhammad ibn al-Qàssim, nebot de Yahya ibn al-Qàssim, que va acabar ocupant el tron.